# Hammeren Fyr
Hammeren Fyr is een vuurtoren op het noordelijkste deel van Bornholm. Deze werd in 1872 gebouwd. Hij kan bezichtigd worden.
Deze vuurtoren staat 4,58 km ten noordwesten van Allinge-Sandvig.